# Vịnh Bột Hải
Vịnh Bột Hải (giản thể: 渤海湾; phồn thể: 渤海灣; bính âm: Bóhǎi Wān) là một trong ba vịnh tạo thành biển Bột Hải ở phía Bắc Trung Quốc. Vịnh tiếp giáp với tỉnh Hà Bắc và thành phố Thiên Tân.
Đây là vùng biển cực nam của Bắc Bán Cầu có thể hình thành băng biển.
Có một số mỏ dầu nằm ngoài khơi vịnh Bột Hải. Mỏ Ký Đông Nam Bảo (冀东南堡) chứa tới 7.500.000.000 thùng (1,19×109 m3), còn cả vịnh được ước tính là có trữ lượng 146 tỷ thùng (23,2×109 m3).